# Clusia minor
Clusia minor är en tvåhjärtbladig växtart som beskrevs av Carl von Linné. Clusia minor ingår i släktet Clusia och familjen Clusiaceae. Inga underarter finns listade i Catalogue of Life.